# 처용무
처용무(處容舞, 영어: Cheoyongmu)는 대한민국의 가면극으로, 1971년 1월에 대한민국의 국가무형문화재 제39호로 지정되었으며, 2009년 9월에는 유네스코 인류구전 및 무형유산 걸작으로 선정되었다. 궁중나례로 처용 가면을 쓰고 추는 춤을 말하며, 궁중무용 중에서 유일하게 사람 형상의 가면을 쓰고 추는 춤으로 ‘오방처용무’라고도 한다. 통일신라 헌강왕(재위 875∼886) 때 살던 처용이 아내를 범하려던 역신(疫神 : 전염병을 옮기는 신) 앞에서 자신이 지은 노래를 부르며 춤을 춰서 귀신을 물리쳤다는 설화를 바탕으로 하고 있다.
처용무는 5명이 동서남북과 중앙의 5방향을 상징하는 옷을 입고 추는데 동은 파란색, 서는 흰색, 남은 붉은색, 북은 검은색, 중앙은 노란색이다.
춤추는 사람 다섯 명이 처용 가면을 쓰고 오방(五方)을 상징한 오색의상을 입은 5인의 무원이 추는 전형적인 의식무용이다. 처용무의 기원은 신라에 있으나 고려와 조선조를 통하여 궁중나례(宮中儺禮)와 연례(宴禮)에서 처용면(處容面)을 쓰고 추는 괴이호방(怪異豪放)한 일종의 무극으로 연행(演行)되어 왔다. 본디 나례(儺禮)와 같은 벽사진경(辟邪進慶)의 구나가무(驅儺歌舞)로 연행되던 것이 앞에 있다응 관아의 향연에서 추어졌으며, 남자가 추는 춤으로 장엄하고 신비스러운 춤이다.
처용가무의 기원에 대해선 많은 논문이 발표되었으나 그 중 처용설화(處容說話)는 원초에 인류가 가졌던 벽사가면의 인격신화와 그에 따른 해석·설명에서 형성되었으리라는 의견은 처용설화의 해명을 위한 유력한 시사의 하나가 된다. 벽사가면의 민속은 신라 도깨비기와(鬼瓦)의 예는 물론이고 최근까지 문루(門樓)나 방패에 새겨진 귀면(鬼面)에 의해서도 볼 수 있으며, 민가(民家)에서도 귀면형의 탈을 문에 걸어놓고 잡귀의 침범을 방지하려 했다.
이러한 배경에서 신라 향가인 '처용가'가 이루어지고 다시 고려조에는 일종의 극시적(劇詩的) 무가(巫歌)인 '처용가'로 발전되면서 처용무도 초기의 단순한 주술무에서 다양한 절차를 갖춘 의식무(儀式舞)로 발전, 조선조의 《악학궤범》에 실려있는 바 그대로 일종의 무극(舞劇)으로까지 계승·발전되어 조선조에는 세말(歲末)의 궁중나례에서 중심가무가 되기에 이르렀다. 처용무는 고려와 조선조를 통해 의식무로서뿐만 아니라 궁중과 궁가 및 양반 민가의 연악무(宴樂舞)로서도 많이 추어졌다.

## 역사
처용무의 '처용'이라는 명칭이 기록되어 있는 문헌은 《삼국유사》를 필두로 해서, 《동경잡기》 《익재난고(益齋亂藁)》 《소악부(小樂府)》 《용재총화》 《대동운부군옥(大東韻府群玉)》 《동국세시기》 《경도잡지(京都雜志)》 등에서 볼 수 있고, 또한 시작된 연대에 있어서도 신라시대(875-886)에 발생된 춤으로 되어 있다.
《삼국유사》에는 헌강왕이 개운포(開雲浦)에서 만난 용왕의 아들이 처용이며, 처용은 자기의 아내를 범한 역신(疫神) 앞에서 처용가를 지어 불러 벽사의 기적을 가졌다고 한 것으로 보아, 처용무는 신라 때부터 추어졌다고 할 수 있다. 《고려사》 충혜왕조와 신우조에는 《처용희》(處容戱)의 기록이 있다. 성현의 《용재총화》에는 처용무는 고려시절 원래 한 사람이 검은 옷을 입고, 흑사모(黑沙帽)에 흑대(黑帶)를 두르고 붉은 가면을 쓰고 가무백희 중에 연희하였다. 그것이 세종 때에는 다섯 사람이 추는 오방처용무(五方處容舞)로 발전, 일대 무용극화하여 합설·학춤(鶴舞)·처용무·연화대무(蓮花臺舞)로 크게 변천되었으며 궁중나례와 향연에서는 의례 연희되었다.
성종 때 나온 《악학궤범》에는 처용무가 학무(鶴舞)와 연화대무(蓮花臺舞)를 합설해서 학연화대처용무(鶴蓮花臺處容舞)합설로 나례에서 연행되었다고 기록되어 있다. 연산군 때에는 환관 김처선이 연산군에게 충언을 하다가 처형된 뒤, 연산군이 그의 이름인 "처(處)"와 "선(善)"에 대해 금자령을 내림으로써 한때 처용무가 풍두무(豊頭舞)로 이름이 바뀌기도 하였다.
처용무는 궁중 나례를 비롯하여 관아의 연향에서 연행되었으나 조선말기에 전승이 끊어졌던 것을 1928년에 《구황궁아악부》(舊皇宮雅樂部) 김영제(金甯濟), 함화진, 이수경(李壽卿)이 《악학궤범》과 장악원에서 쓰던 정재홀기(呈才笏記)를 참작하여 새로 안무한 것이다.

## 특색
이 춤의 발생과 아울러 용(龍)의 설화, 시가(詩歌)의 발생, 불사(佛寺)의 창건, 음악의 발생, 제액(除厄), 역신(疫身)을 막는 습속 등이 파생했다. 5행설(五行說)에 의거하여 방위(方位)에 다른 5색(靑·紅·黃·白·黑)의 의상을 입는 것이 이 춤의 특색이다.

## 구성
처용탈은 모시 또는 옻칠한 삼베로 껍질을 만들고 채색은 적면유광(赤面油光)으로 후덕한 모습으로 한다. 사모는 대[竹]로 망을 얽어 종이를 바르며, 두 귀에는 주석고리와 납주(鑞珠)를 걸고 복숭아 열매와 가지를 단다.

춤은 다섯 무원(舞員)이 각각 청(동), 홍(남), 황(중앙), 흑(북), 백(서)의 단의(緞衣)를 오방에 맞추어 입고 서서 처용가면과 사모를 쓰고 홍록흉배(紅綠胸背), 초록천의(草綠天衣), 남오군(藍襖裙), 홍방슬(紅方膝), 황초상(黃綃裳), 금동혁대(金銅革帶)를 띠고 백한삼(白汗衫)을 끼고 백피혜(白皮鞋)를 신고 춤을 춘다. 수제천(壽齊天, 빗가락 정읍)에 맞추어 두팔을 허리에 붙이고 청·홍·황·흑·백의 차례로 들어와 일렬로 북향하여 서서 
| “ | 신라성대소성대(新羅盛代昭盛代) 천하태평나후덕(天下太平羅候德)… | ” |

하고 처용가를 가곡(歌曲) 언락(言樂)가락에 맞추어 부르고 나서 향당(鄕唐) 교주(交奏)하면 처용 5인이 모두 허리를 굽힌 다음 5방으로 마주 서서 춤추다가 소매를 들어 안으로 끼는 홍정(紅程) 도돔춤을 추고나서 발을 올려 걸으며 무릎을 굽히는 발바딧춤을 추며 북향하여 섰다가 가운데 황(黃)과 사방은 반대로 향하여 춤을 춘다. 오방무원은 각기 무진무퇴(舞進舞退)하여 다른 방향으로 들어서는 발바딧작대무[作隊舞]를 추고 황은 북을 향하여 방향을 바꾸어 무릎디피춤을 추고 청, 홍, 흑, 백은 중앙을 향하여 춤을 추되 처음에 흑과 황이 대무(對舞)하고 청·홍·백이 차례로 대무한 다음 중앙을 등지고 추다가 제자리를 향하여 춘다. 회선(回旋)·우선(右旋)으로 흑(黑)이 먼저 나오고 황은 백과 홍 사이에 들어가 모두 제자리로 돌아왔을 때, 흑은 뒤로 물러서고 홍은 앞으로 나가 처용 5인이 가지런히 서면 일제히 북향하고 선 다음 노래를 한다.
| “ | 산하천리국(山河千里國)에 가기울총총(佳氣鬱葱葱) 하샷다 / 금전구중(金殿九重)에 명일월(明日月)하시니 / 군신천재(君臣千載)에 회운룡(會雲龍)이 샷다 / 희희서속(熙熙庶俗)은 춘대상(春臺上)이어늘… | ” |

하고 창사(唱詞)를 가곡 우편(羽編)에 맞추어 부른다. 윗도드리가 시작되면 한삼을 좌우 어깨에 차례로 매었다가 뿌리는 동작으로 낙화유수(落花流水)를 추다가 청·홍·황·흑·백·처용의 순서로 퇴장한다.

## 세계 유산
2009년 처용무는 9월에는 유네스코 인류구전 및 무형유산 걸작으로 선정되었다. 보유자로는 김용, 김중섭, 전수조교로는 이진호, 인남순이 활동하고 있다.

## 같이 보기
- 처용
- 처용가

## 주해
1. ↑  동해 용왕(龍王)의 아들로 사람 형상을 한 처용(處容)이 노래를 부르고 춤을 추어 천연두를 옮기는 역신(疫神)으로부터 인간 아내를 구해냈다는 한국 설화

## 참고 자료
- 처용무 - 국가유산청 국가유산포털
- 유네스코와 유산-처용무 보관됨 2012-01-19 - 웨이백 머신
- 처용무 공연 설명 (by UNESCO)

 본 문서에는 서울특별시에서 지식공유 프로젝트를 통해 퍼블릭 도메인으로 공개한 저작물을 기초로 작성된 내용이 포함되어 있습니다.